# Věž Evoluce
Věž Evoluce (rusky Башня Эволюция, anglicky Evolution Tower) je 255 m vysoký mrakodrap v Moskvě. Objekt se rozprostírá na parcele číslo 2 a 3 obchodní čtvrti Moskva-City.

## Popis budovy
Věž byla navržena britskou designérskou firmou RMJM ve spolupráci se skotskou umělkyní Karen Forbesovou. Každé patro budovy je pootočené o 3° ve vztahu k předchozímu, celkový obrat v posledním podlaží ve vztahu k prvnímu je 156°. Inspirací pro zkroucený tvar budovy byla designerům plastika Polibek od Auguste Rodina.
Objekt disponuje 65 000 m² kancelářských prostor, 15 000 m² prodejní plochy a podzemním parkovištěm pro 1 350 aut. Nachází se zde také Muzeum moskevského mezinárodního centra byznysu, matriční úřad nebo společenský sál v horním patře budovy.

## Ocenění
Věž Evoluce byla v roce 2015 nominována jako finalista do soutěže Nejlepší výšková budova v Evropě.